# Саргассы в космосе
«Саргассы в космосе», «Саргассы космоса» (англ. Sargasso of Space) — первая книга из серии научно-фантастических романов о космическом торговом корабле «Королева Солнца», написанная американской писательницей Андрэ Нортон.

## Описание
Действие романа происходит в будущем, после нескольких ядерных войн и космической колонизации. Главными героями являются члены команды корабля вольных торговцев (образ создан на основе купцов-мореплавателей), попадающие в ситуацию, где от их находчивости и смелости может зависеть не только судьба корабля, но и жизнь экипажа.
В книге, как и во многих других произведениях Андре Нортон, не последнюю роль играет цивилизация Предтеч, господствовавшая в космосе задолго до первых земных кораблей. Эта раса оставила после себя следы чудовищной войны и несколько странных артефактов на различных планетах.

## Русское издание
Первое издание на русском языке вышло в 1969 году, причём переводчиками были «С. Бережков, С. Витин», то есть братья Стругацкие. Их же перевод 1991 года идет под псевдонимами «С. Бережков, С. Победин». В следующем году опубликован перевод А. Снежко.
Из предисловия к изданию советской эпохи:

«Кстати, именно хлеб насущный, а не таинственные сокровища исчезнувшей цивилизации является основной движущей силой в поступках героев повести. Мир, в котором они живут и работают, не менее жесток и безжалостен, чем Белое Безмолвие Джека Лондона. Государство — Федерация, объединяющая сотни солнечных систем, — раздирается внутренними противоречиями. Жадные монополии подгребают под себя все, до чего могут дотянуться. Одиночки отчаянно бьются за существование, слабые идут ко дну, сильные едва и кое-как держатся на поверхности. Бедняк без связей может надеяться только на свою смекалку, профессиональное мастерство и удачу. Но не будет удачи — не помогут ни смекалка, ни мастерство. Вряд ли Нортон стремилась делать какие-либо социальные обобщения. Наивно было бы также думать, будто именно таким она видит будущее человечества. Не надо забывать, что она писала обычный приключенческий роман, ей нужен был фон для развития сюжета, и, как честный человек, она избрала фоном именно ту безотрадность, которая больше всего ей не нравится в современной Америке. Возможно, сделано это было даже бессознательно».

## Продолжение
Серия «Королева Солнца» содержит несколько произведений, объединённых путешествиями и приключениями экипажа корабля.
- Зачумлённый корабль (1956)
- Планета колдовства (1959)
- Проштемпелёвано звёздами (1969)
- Подчёркнуто звёздами (1993), в соавторстве с П. М. Гриффин (P. M. Griffin)
- Покинутый корабль (1997) (Derelict for Trade). Или «Оставленный для торговли», в соавторстве с Шервуд Смит[англ.]
- Разум на торги (1997), в соавторстве с Шервуд Смит